# داوتاک کرتوغ
داوتاک کرتوغ (داوتاک شاعر؛ ارمنی: Դավթակ Քերթող؛ انگلیسی: Davtak Kertogh) شاعر اهل ارمنستان در سده هفتم میلادی است. وی نخستین نویسنده سکولار در ادبیات ارمنی می‌باشد. وی پدیدآورنده «Elegy on the Death of the Great Prince Jevansher» می‌باشد که دربارهٔ نخستین شاهزاده شاهنشاهی ساسانی اهل آلبانیای قفقاز می‌باشد که به مسیحیت گروید اما کشته شد. این اثر به وی وقف شده است.